# Ferrocarril de Chiloé
| Henschel-Lokomotive der Schmalspurbahn Ancud–Castro auf der Plaza del Tren in Castro, Chile. |                      |                                  |                                  |
| Planung des Streckenverlaufs und Höhenprofils um 1909 |                      |                                  |                                  |
| Streckenlänge: | 88,4 + 8,4 = 96,8 km |                                  |                                  |
| Spurweite: | 600 mm (Schmalspur)  |                                  |                                  |
| |                      |                                  |                                  |
| \| \| +8,4 \| Lechagua \| Lechagua \| \| \| 0 \| Ancud \| Ancud \| \| \| \| Abzweigung: Ramal Ancud–Lechagua \| \| \| \| 7,9 \| Pupelde \| Pupelde \| \| \| 18,9 \| Coquiao \| Coquiao \| \| \| 36,2 \| Puntra \| Puntra \| \| \| 52,0 \| Butalcura \| Butalcura \| \| \| 67,5 \| Mocopulli \| Mocopulli \| \| \| \| Piruquina \| \| \| \| 77,4 \| Pid-Pid \| Pid-Pid \| \| \| \| Llau-Llau \| \| \| \| \| Ten-Ten \| \| \| \| 88,4 \| Castro \| Castro \| |                      |                                  |                                  |
| Kopfbahnhof Streckenanfang (Strecke außer Betrieb) | +8,4                 | Lechagua                         | Lechagua                         |
| Strecke (außer Betrieb) · Kopfbahnhof Streckenanfang (Strecke außer Betrieb) | 0                    | Ancud                            | Ancud                            |
| Strecke nach links (außer Betrieb) · Abzweig geradeaus und nach rechts (Strecke außer Betrieb) |                      | Abzweigung: Ramal Ancud–Lechagua | Abzweigung: Ramal Ancud–Lechagua |
| Haltepunkt / Haltestelle (Strecke außer Betrieb) | 7,9                  | Pupelde                          | Pupelde                          |
| Haltepunkt / Haltestelle (Strecke außer Betrieb) | 18,9                 | Coquiao                          | Coquiao                          |
| Haltepunkt / Haltestelle (Strecke außer Betrieb) | 36,2                 | Puntra                           | Puntra                           |
| Haltepunkt / Haltestelle (Strecke außer Betrieb) | 52,0                 | Butalcura                        | Butalcura                        |
| Haltepunkt / Haltestelle (Strecke außer Betrieb) | 67,5                 | Mocopulli                        | Mocopulli                        |
| Haltepunkt / Haltestelle (Strecke außer Betrieb) |                      | Piruquina                        | Piruquina                        |
| Haltepunkt / Haltestelle (Strecke außer Betrieb) | 77,4                 | Pid-Pid                          | Pid-Pid                          |
| Haltepunkt / Haltestelle (Strecke außer Betrieb) |                      | Llau-Llau                        | Llau-Llau                        |
| Haltepunkt / Haltestelle (Strecke außer Betrieb) |                      | Ten-Ten                          | Ten-Ten                          |
| Kopfbahnhof Streckenende (Strecke außer Betrieb) | 88,4                 | Castro                           | Castro                           |

Die Ferrocarril de Chiloé war eine 1912–1960 betriebene Schmalspurbahn mit einer Spurweite von 600 mm auf der chilenischen Isla Grande de Chiloé zwischen den Städten Castro und Ancud mit einer für den Güterverkehr genutzten Abzweigung zum Pier von Lechagua.

## Geschichte

### Planung und Bau
Vor dem Bau der Schmalspurbahn verlief die einzige Landtransportroute zwischen Ancud und Castro, den beiden wichtigsten Städten der Insel, über die alte Caicumeo-Straße, die Ende des 18. Jahrhunderts gebaut worden war.
Eine Eisenbahn auf Chiloé zu bauen, wurde 1899 vom damaligen Senator Ramón Rozas vorgeschlagen. Die Idee wurde jedoch aus wirtschaftlichen Gründen verworfen.
1905 gab der chilenische Kongress die ersten Studien in Auftrag und 1907 erhielt das französisch-belgische Konsortium Societe Chemin de Fer du Chili den Auftrag zu einer Detailstudie. Die Arbeiten an diesem Projekt begannen schließlich am 6. Februar 1909 mit einem Festakt im zukünftigen Bahnhof Ancud.
Der Bau dauerte drei Jahre und die Bahn wurde schließlich am 2. April 1912 eingeweiht. Das Netz bestand aus der 88,4 Kilometer langen Strecke zwischen Ancud und Castro und der 8,4 Kilometer langen Zweigstrecke Ancud–Lechagua. Der fahrplanmäßige Betrieb begann am 27. Juli 1912.

### Betrieb
In den ersten Jahren dauerte die Fahrt zwischen Ancud und Castro fünf Stunden. Es gab aufgrund mangelnder Erfahrung häufige Entgleisungen.
Um die geografischen Gegebenheiten der Insel zu überwinden, mussten drei Brücken (San Antonio, Puntra und Butalcura) und fünfzehn Viadukte gebaut werden. Ebenso war die Zweigstrecke nach Lechagua mit dem Bau einer 152 m langen Pier verbunden, die als Ausgangspunkt einer großen Hafenstadt in dieser Gegend vorgesehen war.
Im Laufe der Jahre wurden die Haltestellen Piruquina, Llau-Llau und Ten-Ten hinzugefügt. Im ursprünglichen Plan war auch der zukünftige Ausbau der Straße nach Quellón und der Bau einer Abzweigung von Mocopulli nach Dalcahue vorgesehen. Die wirtschaftlichen Probleme beim Betrieb machten diese Projekte jedoch unmöglich, so dass sie nie realisiert wurden.

### Niedergang
Die Eisenbahnstrecke war während des Erdbebens von Valdivia 1960 stark betroffen. Ein Teil der Strecke versank unter Wasser und mehrere der Brücken wurden zerstört, was den weiteren Betrieb unmöglich machte. Ebenso machte das Wachstum des Straßenverkehrs den Wiederaufbau der Eisenbahn unrentabel, so dass sie nach dem Erdbeben stillgelegt wurde.

### Erhaltung und Denkmalschutz
2008 wurde der Dokumentarfilm El Camahueto de Hierro gedreht, der die Geschichte dieser Eisenbahn thematisiert.
Am 24. August 2016 genehmigte der National Monuments Council einen Antrag auf Erklärung eines Nationaldenkmals für eine Gruppe von Eisenbahngütern der stillgelegten Ferrocarril de Chiloé. Dies sind der ehemalige Bahnhof von Ancud, die Butalcura-Brücke in Dalcahue und die Lokomotive Nr. 5057 in Castro.

## Historische Fotos

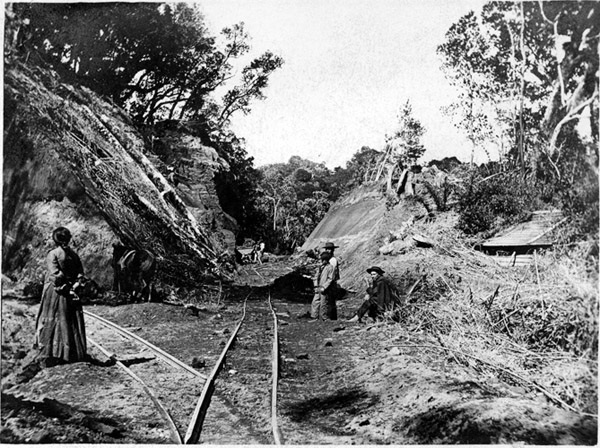
Einschnitt
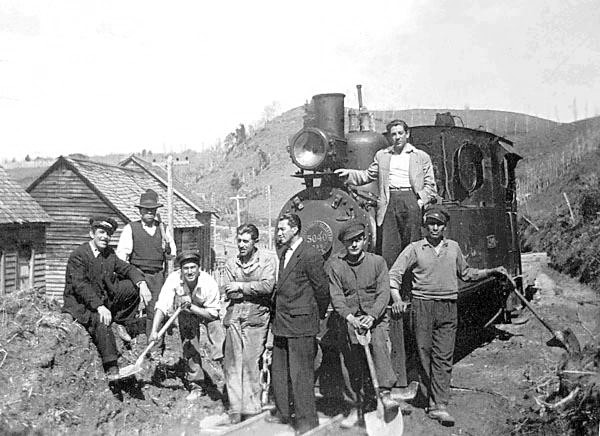
Bauarbeiten
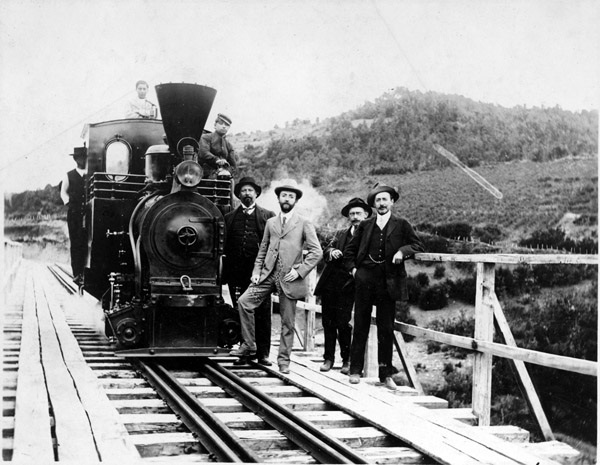
Gruppenfoto
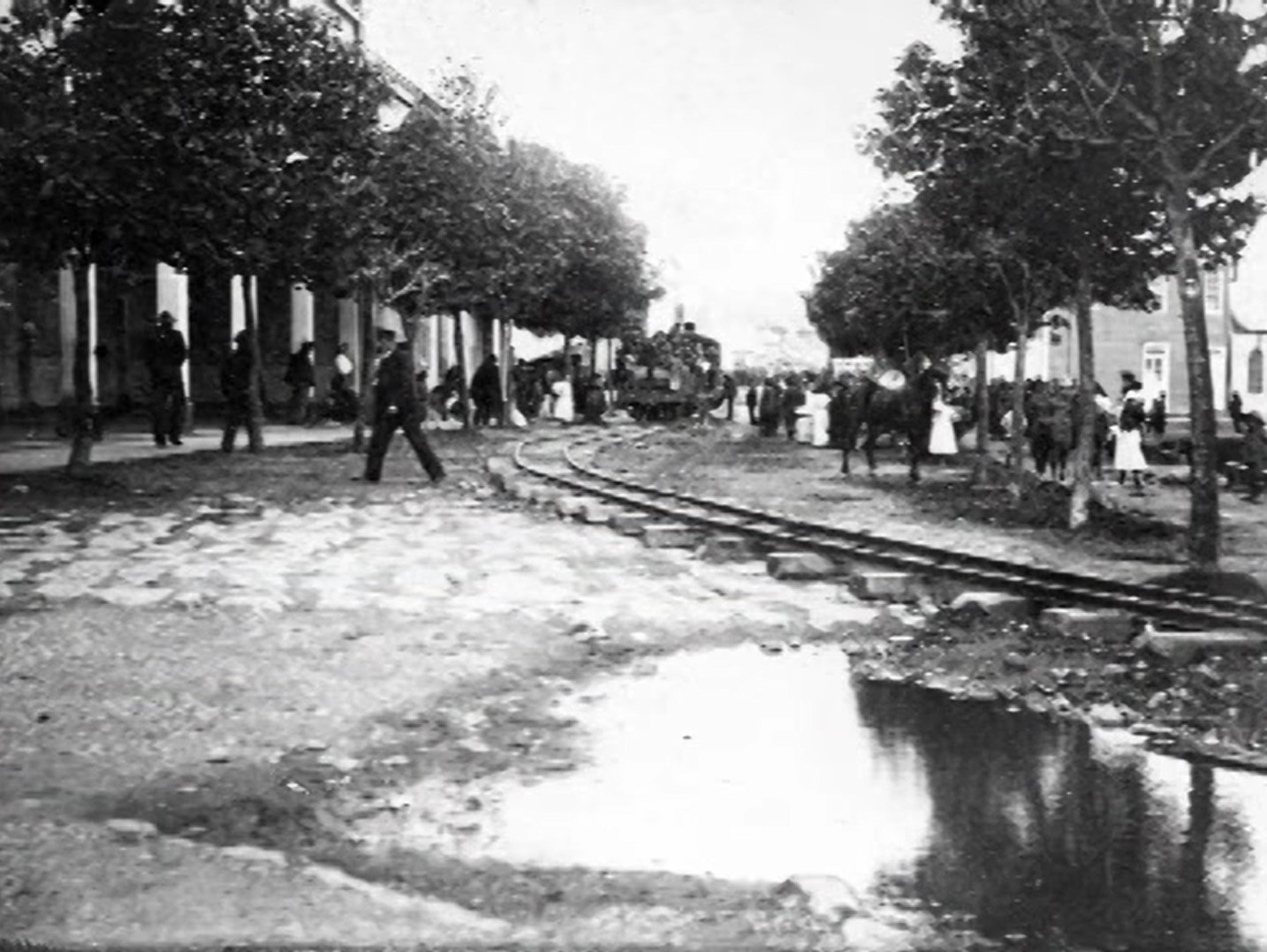
Bauarbeiten
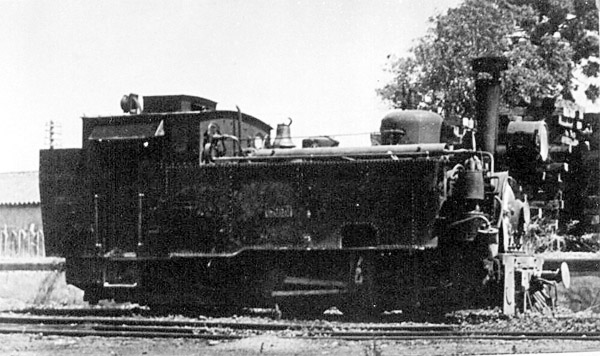
Dampflok Nr. 5039
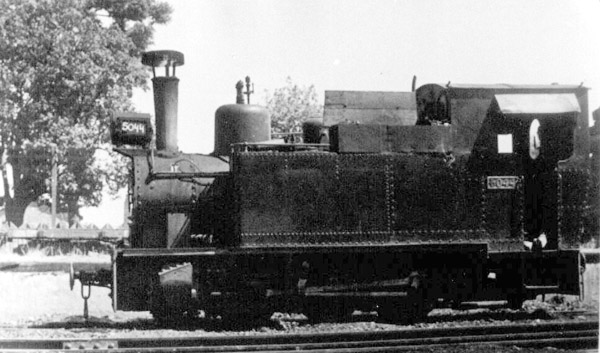
Dampflok Nr. 5044
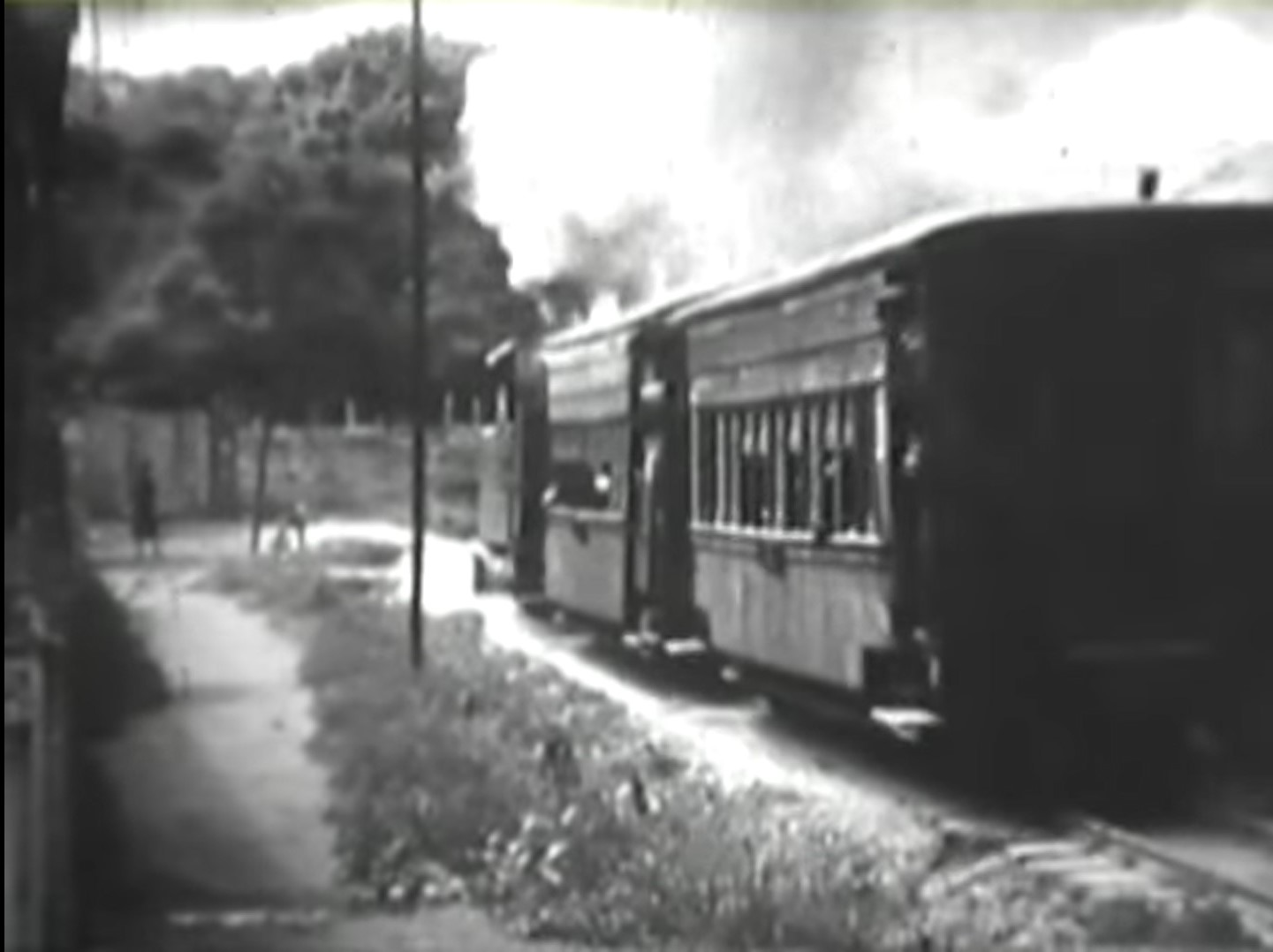
Personenzug
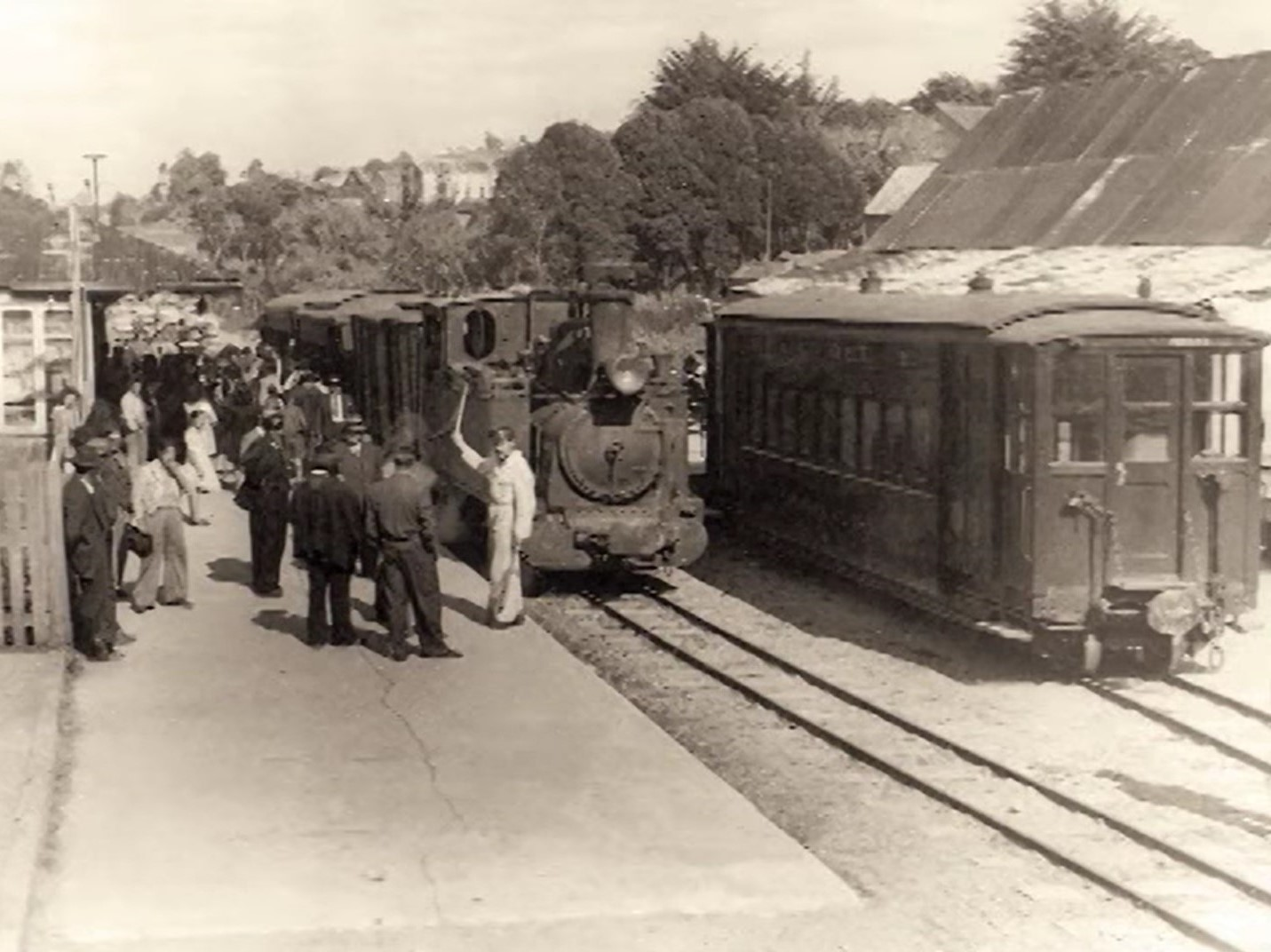
Bahnhof Ancud
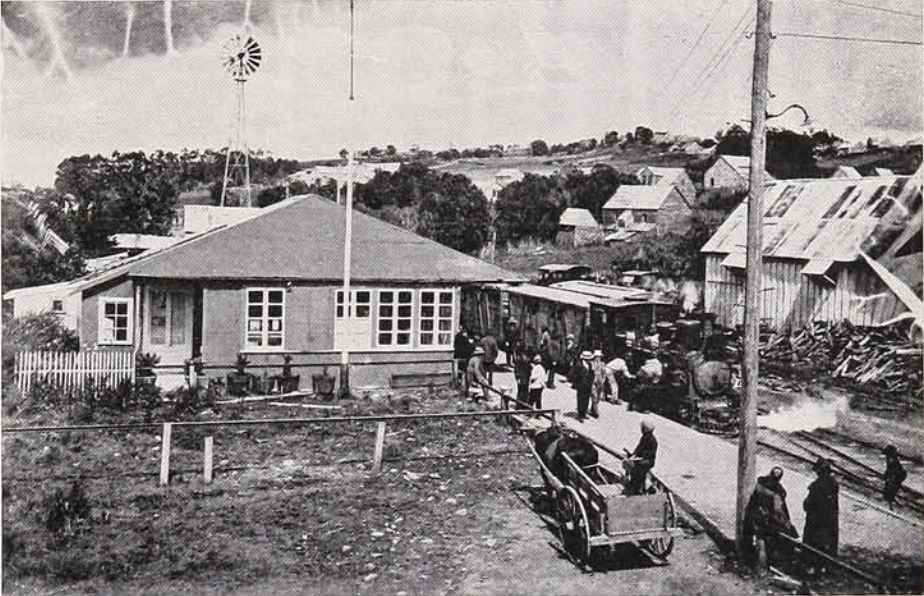
Bahnhof Ancud
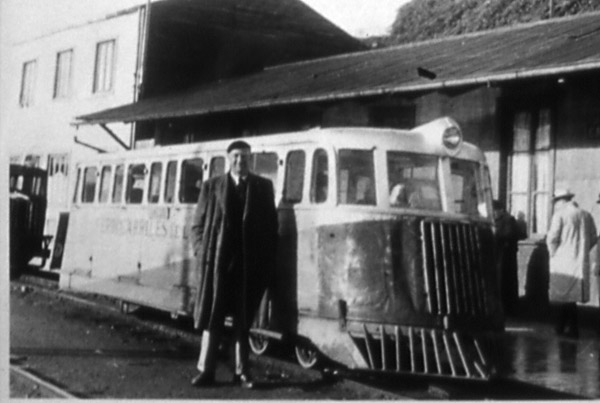
Schienenbus
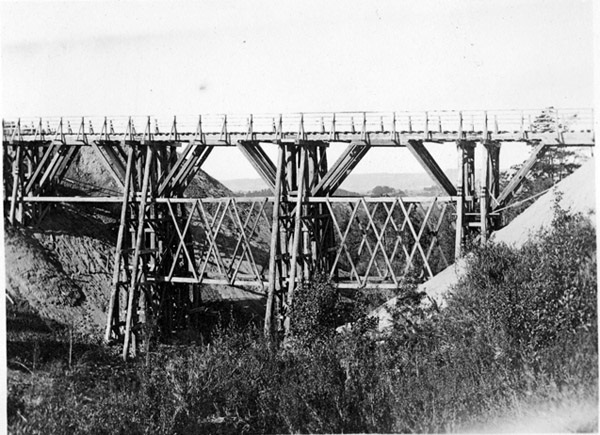
Brücke